# Jules Mirès
Jules Isaac Mirès (5 décembre 1809 à Bordeaux - 6 juin 1871 à Marseille) est un banquier, un homme de presse et un financier français important du XIXe siècle.
Cofondateur, avec Moïse Millaud, de la Caisses des actions réunies en 1850, il lancera avec lui, trois ans plus tard, Le Petit Journal, qui deviendra l'un des principaux organes de presse de la Troisième République. 
Sous le Second Empire, il fait des affaires avec Isaac Pereire, créant le Crédit mobilier. Mirès investit dans les chemins de fer (en France, Italie, Espagne), dans les mines, dans le port de Marseille, etc. Un procès en 1861, pour escroquerie, signalera le début de sa chute. 
L'année précédente, le scandale de la faillite de sa Caisse générale des chemins de fer inspira à Jules Vallès un essai, L'Argent (1857).
« Ce bolide du firmament de la finance ».
– Siegfried Kracauer.

## Biographie

### Famille
Né dans une famille juive d'origine portugaise, son père, Mathieu Mirès, est un petit horloger boutiquier de Bordeaux. Isaac est issu du second mariage de son père avec Esther Cavalion. D'un milieu donc plutôt modeste, il n'a semble-t-il aucun goût pour l'école qu'il quitte très jeune, préférant l'école buissonnière et la rue où il fait le dur apprentissage de la vie mais montre déjà des dispositions de débrouillardise. Cet autodidacte va révolutionner le monde de la finance encore prisonnière de son corset d'Ancien Régime. 
Bien plus tard, une fois sa fortune faite, sa fille Jeanne Émilie (1844-1933), richement dotée, épousera le 5 juin 1860 le prince Alphonse de Polignac (1826–1863), second fils du président du Conseil des ministres, Jules de Polignac, d'où une fille, Jeanne de Polignac (née en 1861), union qui inspira à Roger de Beauvoir un spirituel poème se terminant ainsi :
« (...) Mais votre faubourg est sévère / Et notre famille est d'un sang / Que chez vous l'on n'estime guère - ce scrupule est une misère ! Dit le prince en se rengorgeant / J'ai du sang pour trois, cher beau-père - Alors, terminons l'affaire, / Mon prince, j'ai du trois pour cent ».

### De la monarchie de Juillet à la Seconde République
À la mort de son père en 1835, il reprend le commerce avec son frère Édouard, dédommageant en échange leur autre frère Alphonse et leurs trois sœurs. Il est employé comme commis à l'administration des Impôts à Bordeaux puis, après s'en être fait chasser, monte à Paris en 1841. Là il se fâche d'abord avec son frère Alphonse, marchand de vin, puis avec son autre frère Édouard, employé d'Emile Pereire au chemin de fer de Paris-Saint-Germain-en-Laye : il passe pour cela en cour d'assises le 28 août 1845.
En octobre 1848, associé à son compatriote bordelais Moïse Millaud, il achète pour mille francs, somme dérisoire, le Journal des chemins de fer créé par l'Anglais Whithelock en 1842, mis en faillite par les créanciers à la suite de la fuite de son propriétaire effrayé par la Révolution. Ils le transforment en journal financier dans lequel les compagnies ferroviaires font de la publicité. 
Le journal soutient la candidature de Delessert [Qui ?] , ce qui leur permet d'obtenir des subsides. Ils lancent ensuite  Le Conseiller du peuple, la revue dirigée par Lamartine. Ils achètent aussi L'Entracte et Le Moniteur du soir.
Il fonde en 1850, avec Moïse Millaud, la Caisses des actions réunies, au capital de 5 millions de francs, ancêtre du Crédit mobilier.
Enfin Mirès fonde la Caisse centrale des chemins de fer que Millaud quittera en 1853 après avoir reçu 3 millions de francs. Cette année-là, il lance avec son associé Moïse Millaud Le Petit Journal, qui deviendra l'un des quatre grands journaux sous la Troisième République.

### Sous le Second Empire: ascension et chute

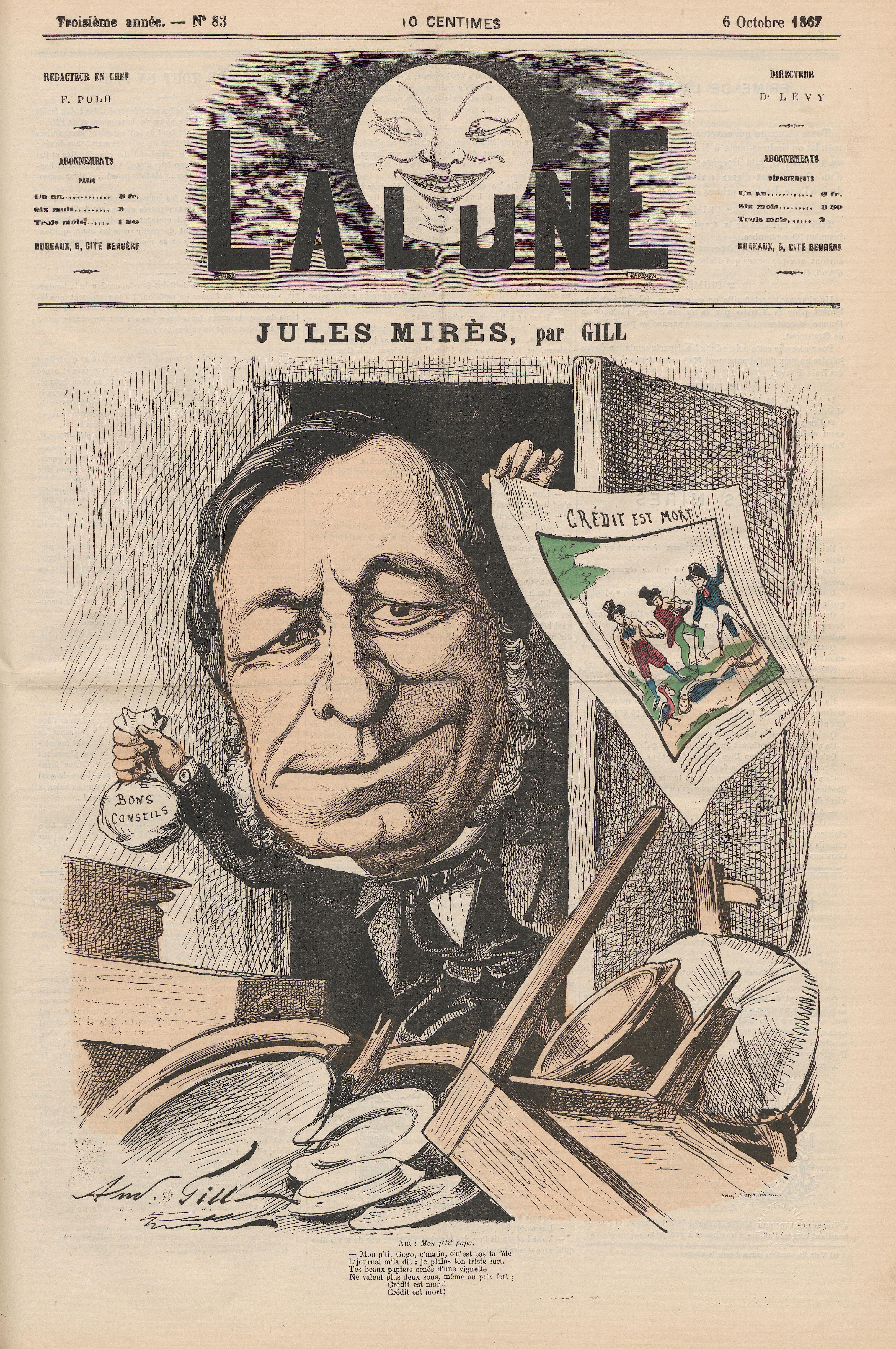
Jules Mirès, par André Gill (1867).

En 1852, Mirès obtient l'emprunt de 50 millions de la ville de Paris. Se poursuit alors, sous le Second Empire, une ascension continue qui n'est brisée qu'après un procès pour escroquerie en 1861, peu avant la phase libérale de l'Empire.
En 1854, il achète les mines de charbon de Portes et Sénéchas dans les Cévennes, qui fusionneront en 1857 avec la Société de l'éclairage au gaz, des hauts fourneaux et fonderies de Marseille.
En 1855, il achète une partie importante des immeubles et terrains des Champs-Élysées et de la compagnie des voitures de place. En novembre de la même année, il crée la Société de l'éclairage au gaz, des hauts fourneaux et fonderies de Marseille qui dispose du privilège exclusif de l'éclairage de la ville et de ses faubourgs pour 50 ans. Cette société va perdurer sous plusieurs noms jusque dans le milieu des années 1920.
Il crée le 15 mars 1856 la Société des ports de Marseille. S'associant avec l'entrepreneur Paulin Talabot, un disciple du saint-simonien Barthélemy Prosper Enfantin, Mirès reconstruit les docks de Marseille et a un projet pharaonique pour le port de la Joliette qu'il veut urbaniser mais que sa chute va interrompre. En 1861, la société est en pleine déconfiture. En 1862 la Compagnie immobilière des frères Pereire rachète les terrains de la rue Impériale  et en 1863 les Pereire rachètent les actions de la société  des ports à 30 % de leur valeur.
Toujours en 1856, il est adjudicataire en novembre de l'emprunt espagnol et lance les chemins de fer romains dans les États pontificaux.
Mirès fonde aussi avec Isaac Pereire une banque moderne qui s'adressait à un public plus large que d'ordinaire : le Crédit mobilier fera finalement faillite. 
C'est la banque de Jules Mirès Caisse générale des chemins de fer qui ouvrit en 1860 le passage des Princes à Paris : la société de Jules Mirès fit faillite un mois plus tard. 
En 1861, le comte de Persigny, ministre de l'Intérieur, fait procéder à l’arrestation de Mirès, alors directeur de la Caisse générale des chemins de fer en faillite. 
Le 11 juillet, le tribunal correctionnel de Paris, malgré la plaidoirie de son défenseur Adolphe Crémieux, lui inflige, ainsi qu’à son complice Félix Solar qui s'enfuit en Espagne, cinq ans de prison ferme pour escroqueries et faux, et il est écroué malgré une ultime démarche de son gendre auprès de Napoléon III. En avril 1862 il obtiendra en appel l'annulation de ce jugement et sera réhabilité par la cour de Douai, mais sa carrière sera définitivement brisée. 
Il rachète cependant la même année Le Constitutionnel, le quotidien où officiait Thiers et qui était l'un des principaux appuis du régime impérial.
Le duc de Morny obligea les frères Péreire à sauver Mirès de la ruine en lui abandonnant 15 000 actions du chemin de fer de Pampelune à Saragosse que le financier déchu avait fait construire. 
En 1869, il sera condamné à 6 mois d'emprisonnement et 3 000 francs d'amende pour  son livre Un crime judiciaire mettant en cause l'expert Monginot et les juges de son procès contre les Péreire.  
Le financier et mécène Daniel Iffla dit Osiris, richissime philanthrope à qui l'on doit entre autres la sauvetage du domaine de La Malmaison, a commencé sa carrière chez Mirès.
Jules Mirès est inhumé le 16 août 1871 au cimetière de Montmartre (division 26).

### Personnage
Personnage très important de son époque, bien introduit à la cour de Napoléon III, il fut caricaturé par de nombreux dessinateurs et notamment par Gill et pris comme modèle dans de nombreux romans ou pièces de théâtre mettant en cause des financiers véreux ou spéculateurs. Mais le grand mérite de Mirès, c'est la modernité de sa conception du capital, faisant passer une vieille économie d'usuriers qui disposent d'un monopole à une économie d'investissement à crédit à grande échelle. La tentative du Crédit Mobilier, organisme qui s'adressait aux classes dites populaires (la future classe moyenne) inaugurait un nouveau type de banque. Même à Marseille qu'il éclaire avec sa Société au gaz et où il est associé un temps à Paulin Talabot (les docks), il projette un grand projet immobilier sur la Joliette, repris partiellement ces dernières années. Jules Mirès avait promu le plan haussmanien de la capitale phocéenne. Une rue porte d'ailleurs son nom dans cette ville où peut-être son projet social est le plus abouti. Soulevant l'hostilité des banquiers traditionnels, esseulé dans sa conception audacieuse du marché, Jules Mirès, trop en avance sur son époque, n'a pu aller au bout de son grand dessein méditerranéen. Sa vision économique qui devait accompagner la Révolution Industrielle trouvera plus d'écho aux États-Unis d'Amérique, chez l'oncle Sam.                  
En 1857, il passe commande au jeune Jules Vallès de son livre L'Argent, pamphlet sur la Bourse  dans lequel l'écrivain engagé fustige gentiment le financier, notamment dans une préface particulièrement ironique. 
Plusieurs pièces de théâtre se sont inspirées de son personnage comme Les Effrontés d'Émile Augier ou La Question d’argent Alexandre Dumas fils.

## Œuvres
- A mes juges : ma vie et mes affaires, Paris, chez les principaux libraires, 1861
- La Vérité sur les affaires Mirès, Paris, au bureau du conseiller, Gazette des Chemins de fer, 1862 (voir en ligne)
- Un crime judiciaire

## Anecdotes
- Napoléon III est allé lui-même à Marseille, le fief industriel de Mirès, pour décerner la Légion d'honneur à ce dernier, alors que généralement, les personnes qui la reçoivent se déplacent à Paris.
- Jules Mirès a fait construire en 1859 un roulage minier très important pour désenclaver ses mines de Portes et Sénéchas en Cévennes. Ce chemin de fer appelé « Plans inclinés », utilisait le système bis-automoteurs (les wagons pleins font remonter les wagons vides par un système de câbles). Des vestiges de ces plans inclinés ont été restaurés récemment par la commune de Sainte-Cécile-d'Andorge dans les Cévennes gardoises. La municipalité en a fait des sentiers de randonnée.